# Parisa Bachtawar
Parisa Bachtawar, (pers. پریسا بخت‌آور; ur. 2 lutego 1972 w Teheranie) – irańska reżyserka filmowa i telewizyjna. 

## Życiorys
Znana jest jako reżyserka serialu telewizyjnego Poszt-e Konkuriha (2002), przedstawiającego perypetie uczniów ostatnich klas szkoły średniej przed ich egzaminami wstępnymi na wyższe uczelnie. Jej debiutem fabularnym była komedia Łańcuch (2008), opowiadająca o powszechnym instalowaniu nielegalnych w Iranie telewizyjnych anten satelitarnych na teherańskich przedmieściach.
Jej mężem jest znany reżyser filmowy Asghar Farhadi, który napisał scenariusz do filmu Łańcuch. Para ma dwie córki: Sarinę i Saghar.

## Filmografia

### Reżyseria
- Poszt-e Konkuriha (2002)
- Man jek mostadżeram (2004)
- Łańcuch (Dajere-je zangi, 2004)